# HD187418
HD187418 — хімічно пекулярна зоря спектрального класу A2, що має видиму зоряну величину в смузі V приблизно  8,3.
Вона  розташована на відстані близько 973,6 світлових років від Сонця.

## Фізичні характеристики
Телескоп Гіппаркос зареєстрував фотометричну змінність  даної зорі з періодом    1,61 доби в межах від  Hmin= 8,71 до  Hmax= 8,30.